# Avenida Doutor Chucri Zaidan
A Avenida Doutor Chucri Zaidan é uma importante via da Zona Sul de São Paulo.
Endereço de grandes empresas como Nestlé, Vivo, Deloitte e a TV Globo São Paulo, além de 2 shoppings: Morumbi e Market Place Shopping Center.

## Localização
Localiza-se no Brooklin, bairro nobre da cidade de São Paulo, a alguns metros da Estação Morumbi da CPTM.

## Prolongamento
De acordo com os projetos da Operação Urbana Água Espraiada (setor Chucri Zaidan), a via foi expandida até a Avenida João Dias. Foi necessária a desapropriação de cerca de 300 imóveis e a construção de um túnel para a realização da obra. A nova avenida recebeu o nome de Cecilia Lottenberg, e foi aberta ao tráfego no dia 19 de janeiro de 2018. No entanto, as obras do túnel estão paralisadas.